# Puerto Serrano
Puerto Serrano là một đô thị trong tỉnh Cádiz, Tây Ban Nha. Theo điều tra dân số 2005 đô thị này có dân số là 6.852 người.

## Dân số
| 1999  | 2000  | 2001  | 2002  | 2003  | 2004  | 2005  |
| ----- | ----- | ----- | ----- | ----- | ----- | ----- |
| 6,743 | 6,758 | 6,789 | 6,781 | 6,859 | 6,828 | 6,852 |

Source: INE (Spain)